# サントノーレ (競走馬)
サントノーレ（欧字名:Saint Honore、2021年3月18日 - ）は、日本の競走馬。主な勝ち鞍に2024年の京浜盃。

## 経歴

### 2歳（2023年）
6月7日門別ダート1200mのJRA認定フレッシュチャレンジに1番人気でデビュー。好スタートからハナを奪うと最後の直線で後続に6馬身差をつけて圧勝した。6月28日門別のパール特別では2番手追走から4コーナーで先頭に立つとルクスシールズに2馬身差をつけデビュー2連勝とする。重賞初挑戦となった8月10日のブリーダーズゴールドジュニアカップは先団追走も最後の直線でブラックバトラーにかわされ、逃げ粘るカプセルも捕え切れず3着に敗れる。10月11日のSII鎌倉記念では2番手追走から3コーナーで先頭に立つと、好位から追い上げてきたライゾマティクスに2馬身半差をつけ重賞初制覇を果たす。11月9日門別のビアパーティーAiba浦河特別は道中軽快に逃げるも直線で一杯になり6着に沈み、初めての着外となった。12月13日のJpnI全日本2歳優駿では中団から脚を伸ばしたがフォーエバーヤングの3着に敗れて2歳シーズンを終えた。

### 3歳（2024年）
大井競馬へ移籍し、2月14日のJpnIII雲取賞で始動。道中3番手追走から直線で懸命に脚を伸ばすもブルーサンの3着となる。3月20日のJpnII京浜盃では好位のインで脚を溜め、直線で抜け出して先頭に立つと後続に7馬身差をつけ圧勝。ダートグレード競走初制覇を果たすとともに羽田盃への優先出走権を獲得したが、直後の21日には右前肢の膝を骨折したことが判明したため、羽田盃と東京ダービーを断念し秋の復帰を目指すこととなった。
9月4日の戸塚記念で復帰。馬体重が23kg増えての出走であったが、先行策から2周目3コーナーで先頭にたつと直線では後続を突き放し、復帰戦を6馬身差の圧勝で飾った。3冠最終戦のジャパンダートクラシックは、好位で運んだが伸びきれず7着に終わる。
NARグランプリ2024の3歳最優秀牡馬の選考では本馬と高知のシンメデージーが候補にあがり選考委員会の投票では7票の同数となったが、委員会規程で委員長によって本馬が選出された。

## 競走成績
以下の内容は、JBISサーチおよびnetkeiba.comに基づく。
| 競走日     | 競馬場 | 競走名                     | 格     | 距離（馬場）  | 頭 数 | 枠 番 | 馬 番 | オッズ （人気） | 着順 | タイム （上り3F） | 着差 | 騎手      | 斤量 [kg] | 1着馬（2着馬）         | 馬体重 [kg] |
| ---------- | ------ | -------------------------- | ------ | ------------- | ----- | ----- | ----- | --------------- | ---- | ----------------- | ---- | --------- | --------- | ---------------------- | ----------- |
| 2023.06.07 | 門別   | フレッシュチャレンジ       | J認    | ダ1200m（稍） | 7     | 2     | 2     | 001.30（1人）   | 01着 | R1:14.5（39.2）   | -1.2 | 0服部茂史 | 54        | （バレンタインガール） | 494         |
| 0000.06.28 | 門別   | パール特別                 | OP     | ダ1700m（稍） | 6     | 4     | 4     | 004.80（3人）   | 01着 | R1:51.0（39.1）   | -0.4 | 0服部茂史 | 54        | （ルクスシールズ）     | 490         |
| 0000.08.10 | 門別   | ブリーダーズGJC            | H2     | ダ1700m（稍） | 8     | 4     | 4     | 001.80（1人）   | 03着 | R1:51.3（41.1）   | -0.5 | 0服部茂史 | 54        | ブラックバトラー       | 496         |
| 0000.10.11 | 川崎   | 鎌倉記念                   | SII    | ダ1500m（稍） | 11    | 2     | 2     | 004.30（2人）   | 01着 | R1:37.0（41.1）   | -0.5 | 0服部茂史 | 55        | （ライゾマティクス）   | 498         |
| 0000.11.09 | 門別   | ビアパーティーAiba浦河特別 | OP     | ダ1700m（稍） | 9     | 2     | 2     | 001.40（1人）   | 06着 | R1:51.3（42.0）   | -0.4 | 0服部茂史 | 57        | キタサンヒコボシ       | 506         |
| 0000.12.13 | 川崎   | 全日本2歳優駿              | JpnI   | ダ1600m（稍） | 12    | 6     | 7     | 105.30（7人）   | 03着 | R1:45.5（41.9）   | -1.0 | 0服部茂史 | 56        | フォーエバーヤング     | 500         |
| 2024.02.14 | 大井   | 雲取賞                     | JpnIII | ダ1800m（良） | 16    | 8     | 16    | 041.70（6人）   | 03着 | R1:55.9（40.2）   | -0.7 | 0服部茂史 | 57        | ブルーサン             | 510         |
| 0000.03.20 | 大井   | 京浜盃                     | JpnII  | ダ1700m（良） | 9     | 1     | 1     | 006.70（3人）   | 01着 | R1:48.7（39.9）   | -1.5 | 0服部茂史 | 56        | （アンモシエラ）       | 513         |
| 0000.09.04 | 川崎   | 戸塚記念                   | SI     | ダ2100m（重） | 12    | 1     | 1     | 002.40（1人）   | 01着 | R2:20.0（40.0）   | -1.3 | 0笹川翼   | 56        | （フロインフォッサル） | 536         |
| 0000.10.02 | 大井   | ジャパンDクラシック        | JpnI   | ダ2000m（良） | 15    | 4     | 6     | 038.40（6人）   | 07着 | R2:06.0（39.7）   | -1.9 | 0笹川翼   | 57        | フォーエバーヤング     | 531         |
| 2025.02.24 | 名古屋 | かきつばた記念             | JpnIII | ダ1500m（良） | 10    | 4     | 4     | 007.80（4人）   | 06着 | R1:35.0（38.9）   | -1.5 | 0吉原寛人 | 58        | ロードフォンス         | 533         |
| 0000.06.03 | 船橋   | 短夜賞                     | 準重賞 | ダ1800m（不） | 9     | 2     | 2     | 001.80（1人）   | 01着 | R1:52.1（38.9）   | -1.0 | 0矢野貴之 | 56        | （ギガキング）         | 531         |

- 競走成績は2025年6月3日現在

## 血統表
| サントノーレの血統          | サントノーレの血統                 | サントノーレの血統     | （血統表の出典）       | （血統表の出典）    |
| 父系                        | サンデーサイレンス系               | サンデーサイレンス系   | サンデーサイレンス系   |                     |
| 父 エピカリス 2014 黒鹿毛   | 父の父ゴールドアリュール 1999 栗毛 | *サンデーサイレンス    | Halo                   | Halo                |
| 父 エピカリス 2014 黒鹿毛   | 父の父ゴールドアリュール 1999 栗毛 | *サンデーサイレンス    | Wishing Well           |                     |
| 父 エピカリス 2014 黒鹿毛   | 父の父ゴールドアリュール 1999 栗毛 | *ニキーヤ              | Nureyev                | Nureyev             |
| 父 エピカリス 2014 黒鹿毛   | 父の父ゴールドアリュール 1999 栗毛 | *ニキーヤ              | Reluctant Guest        |                     |
| 父 エピカリス 2014 黒鹿毛   | 父の母スターペスミツコ 2002 鹿毛   | *カーネギー            | Sadler's Wells         | Sadler's Wells      |
| 父 エピカリス 2014 黒鹿毛   | 父の母スターペスミツコ 2002 鹿毛   | *カーネギー            | Detroit                |                     |
| 父 エピカリス 2014 黒鹿毛   | 父の母スターペスミツコ 2002 鹿毛   | マーチンミユキ         | マルゼンスキー         | マルゼンスキー      |
| 父 エピカリス 2014 黒鹿毛   | 父の母スターペスミツコ 2002 鹿毛   | マーチンミユキ         | ミユキカマダ           |                     |
| 母 リンガスウーノ 2013 栗毛 | 母の父*サウスヴィグラス 1996 栗毛  | *エンドスウィープ      | *フォーティナイナー    | *フォーティナイナー |
| 母 リンガスウーノ 2013 栗毛 | 母の父*サウスヴィグラス 1996 栗毛  | *エンドスウィープ      | Broom Dance            |                     |
| 母 リンガスウーノ 2013 栗毛 | 母の父*サウスヴィグラス 1996 栗毛  | *ダーケストスター      | Star de Naskra         | Star de Naskra      |
| 母 リンガスウーノ 2013 栗毛 | 母の父*サウスヴィグラス 1996 栗毛  | *ダーケストスター      | Minnie Riperton        |                     |
| 母 リンガスウーノ 2013 栗毛 | 母の母リンガスローレル 1999 鹿毛   | サクラローレル         | Rainbow Quest          | Rainbow Quest       |
| 母 リンガスウーノ 2013 栗毛 | 母の母リンガスローレル 1999 鹿毛   | サクラローレル         | *ローラローラ          |                     |
| 母 リンガスウーノ 2013 栗毛 | 母の母リンガスローレル 1999 鹿毛   | リンガスマドンナ       | トウショウボーイ       | トウショウボーイ    |
| 母 リンガスウーノ 2013 栗毛 | 母の母リンガスローレル 1999 鹿毛   | リンガスマドンナ       | ロードマドンナ         |                     |
| 母系(F-No.)                 | (FN:C6)                            | (FN:C6)                | (FN:C6)                | [ § 2 ]             |
| 5代内の近親交配             | Northern Dancer：S5×S5             | Northern Dancer：S5×S5 | Northern Dancer：S5×S5 | [ § 3 ]             |
| 出典                        | 1. 2. 3.                           | 1. 2. 3.               | 1. 2. 3.               | 1. 2. 3.            |

- 日本の在来牝系の一つであるトルースピアー系の出身で、1937年生まれの9代母スピアーロビンまで全頭が内国産馬である。
- スピアーロビンの半弟に第12回帝室御賞典（現天皇賞（春））勝ち馬のグランドライトがいる。
- 4代母ロードマドンナの全姉に1980年札幌記念勝ち馬のマークリシルバーがいる。